# Innoko River
Der Innoko River ist ein rund 800 Kilometer langer linker Nebenfluss des Yukon River im Westen des US-Bundesstaats Alaska. 

## Geographie

### Verlauf
Der Innoko River entwässert die Nordwestflanke der Kuskokwim Mountains. Sein Quellgebiet liegt am Cloudy Mountain. Er fließt zunächst nordwärts, wendet sich dann nach Westen und verläuft schließlich in südwestlicher Richtung bis zur Mündung in den Yukon River bei Holy Cross parallel zu diesem. Einziger Ort am Fluss ist Shageluk, der hauptsächlich von Deg Xinag bewohnt wird.

### Nebenflüsse
Größere Nebenflüsse des Innoko River sind Dishna River (links), Mud River (rechts) und Iditarod River (links). Der Paimiut Slough bildet kurz vor der Mündung einen linken Abzweig des Innoko River, der etwa 35 Kilometer südwestlich von Holy Cross auf den Yukon River trifft.

## Naturschutz
Der Oberlauf des Innoko River liegt im Innoko National Wildlife Refuge.

## Geschichte
Während eines Goldrausches im Jahr 1907 kamen Prospektoren ins Tal des Innoko River und errichteten einige Minencamps wie Ophir, Poorman und Cripple, die jedoch bald wieder verlassen wurden.

## Name
Der heutige Name des Flusses geht auf die Schreibweise der russischen Admiralität aus dem Jahr 1852 zurück. Zuvor hatte es mehrere auf den Bezeichnungen der Ureinwohner Alaskas basierende Namen gegeben. Die ehemalige Bezeichnung „Chagelyuk“ für den Unterlauf des Innoko findet sich heute im Shageluk Slough, einem Seitenarm des Yukon, wieder.